# Finale della Copa América 2024
La finale della Copa América 2024 si è disputata il 14 luglio 2024 all'Hard Rock Stadium di Miami Gardens tra le nazionali di Argentina e Colombia. Essa è stata vinta dall'Argentina con il punteggio di 1-0 dopo i tempi supplementari, al sedicesimo trionfo nella manifestazione. L'Argentina è diventata la nazionale con il maggior numero di vittorie nel torneo.

## Le squadre
| Squadra   | Finali (o spareggi) disputate in precedenza (il grassetto indica la vittoria) |
| --------- | ----------------------------------------------------------------------------- |
| Argentina | 8 (1937, 1991, 1993, 2004, 2007, 2015, 2016, 2021)                            |
| Colombia  | 2 (1975, 2001)                                                                |

## Cammino verso la finale

### Tabella riassuntiva del percorso
| Squadra   | Pt | G |
| --------- | -- | - |
| Argentina | 9  | 3 |
| Canada    | 4  | 3 |
| Cile      | 2  | 3 |
| Perù      | 1  | 3 |

| Squadra    | Pt | G |
| ---------- | -- | - |
| Colombia   | 7  | 3 |
| Brasile    | 5  | 3 |
| Costa Rica | 4  | 3 |
| Paraguay   | 0  | 3 |

## Tabellino
| Arbitro: | Raphael Claus |

|                   |           |  |
| La. Martínez 112’ | Marcatori |  |

| Argentina | Colombia |

| Argentina (4-4-2) |    |                       |      |      |
|                   |    |                       |      |      |
| P                 | 23 | Emiliano Martínez     |      |      |
| D                 | 4  | Gonzalo Montiel       |      | 72’  |
| D                 | 13 | Cristian Romero       |      |      |
| D                 | 25 | Lisandro Martínez     |      |      |
| D                 | 3  | Nicolás Tagliafico    |      |      |
| C                 | 11 | Ángel Di María        |      | 117’ |
| C                 | 7  | Rodrigo de Paul       |      |      |
| C                 | 24 | Enzo Fernández        |      | 97’  |
| C                 | 20 | Alexis Mac Allister   | 61’  | 97’  |
| A                 | 10 | Lionel Messi          |      | 66’  |
| A                 | 9  | Julián Álvarez        |      | 97’  |
| A disposizione:   |    |                       |      |      |
| P                 | 1  | Franco Armani         |      |      |
| P                 | 12 | Gerónimo Rulli        |      |      |
| D                 | 2  | Lucas Martínez Quarta |      |      |
| D                 | 6  | Germán Pezzella       |      |      |
| D                 | 8  | Marcos Acuña          |      |      |
| D                 | 19 | Nicolás Otamendi      |      | 117’ |
| D                 | 26 | Nahuel Molina         |      | 72’  |
| C                 | 5  | Leandro Paredes       |      | 97’  |
| C                 | 14 | Exequiel Palacios     |      |      |
| C                 | 16 | Giovani Lo Celso      | 118’ | 97’  |
| C                 | 18 | Guido Rodríguez       |      |      |
| A                 | 15 | Nicolás González      |      | 66’  |
| A                 | 17 | Alejandro Garnacho    |      |      |
| A                 | 21 | Valentín Carboni      |      |      |
| A                 | 22 | Lautaro Martínez      |      | 97’  |
| CT:               |    |                       |      |      |
| Lionel Scaloni    |    |                       |      |      |

| Colombia (4-3-3) |    |                        |      |      |
|                  |    |                        |      |      |
| P                | 12 | Camilo Vargas          |      |      |
| D                | 4  | Santiago Arias         |      |      |
| D                | 23 | Davinson Sánchez       |      |      |
| D                | 2  | Carlos Cuesta          |      |      |
| D                | 17 | Johan Mojica           |      |      |
| C                | 6  | Richard Ríos           |      | 89’  |
| C                | 16 | Jefferson Lerma        |      | 106’ |
| C                | 11 | Jhon Arias             |      | 106’ |
| A                | 10 | James Rodríguez        |      | 91’  |
| A                | 24 | Jhon Córdoba           | 27’  | 89’  |
| A                | 7  | Luis Díaz              |      | 106’ |
| A disposizione:  |    |                        |      |      |
| P                | 1  | David Ospina           |      |      |
| P                | 25 | Álvaro Montero         |      |      |
| D                | 3  | Jhon Lucumí            |      |      |
| D                | 13 | Yerry Mina             |      |      |
| D                | 26 | Deiver Machado         |      |      |
| C                | 5  | Kevin Castaño          |      | 89’  |
| C                | 8  | Jorge Carrascal        |      | 106’ |
| C                | 15 | Mateus Uribe           |      | 106’ |
| C                | 20 | Juan Fernando Quintero |      | 91’  |
| C                | 22 | Yaser Asprilla         |      |      |
| A                | 9  | Miguel Borja           | 115’ | 106’ |
| A                | 14 | Jhon Durán             |      |      |
| A                | 18 | Luis Sinisterra        |      |      |
| A                | 19 | Rafael Santos Borré    |      | 89’  |
| CT:              |    |                        |      |      |
| Néstor Lorenzo   |    |                        |      |      |

| Assistenti arbitrali: Bruno Pires (Brasile) Rodrigo Correa (Brasile) Quarto ufficiale: Juan Benítez (Paraguay) Quinto ufficiale: Eduardo Cardozo (Paraguay) VAR: Rodolpho Toski (Brasile) Assistenti al VAR: Danilo Manis (Brasile) Daniel Nobre (Brasile) Pablo Gonçalves (Brasile) | Regole dell'incontro - due tempi regolamentari da 45 minuti ciascuno; - due tempi supplementari da 15 minuti ciascuno in caso di parità; - tiri di rigore in caso di ulteriore parità; inizialmente cinque per squadra, e a oltranza fino a spareggio in caso di ulteriore parità; - numero massimo di 23 giocatori per squadra a referto (11 in campo e 15 come potenziali sostituti); - cinque sostituzioni permesse nei tempi regolamentari; una sesta permessa nei tempi supplementari. |